# Andrés Goteira
Andrés Goteira (Meira, 1983) és un director, director i guionista gallec. És el cofundador de Gaitafilmes.

## Trajectòria
Va estudiar Enginyeria Tècnica de Telecomunicacions a la Universitat de Vigo i Tècnic de So a l'Escola de Imaxe e Son de la Corunya.
El seu primer llargmetratge, Dhogs, es va estrenar al Buenos Aires Festival Internacional de Cinema Independent (BAFICI) el 19 d'abril de 2017, competint a la secció Vanguarda i Gènere d'aquest festival. TAquesta és la primera pel·lícula rodada en gallec que s'estrena al festival de Sitges, el 9 d'octubre de 2017. Va guanyar 13 de les 17 nominacions que va sol·licitar a la 16a edició dels Premis Mestre Mateo,guanyant els premis al millor llargmetratge, guió i adreça A més, va ser premiat per la seva direcció de fotografia, direcció d'art, edició, música original, so, direcció de producció, protagonista masculina i interpretació secundària i protagonista femenina i interpretació secundària.

## Filmografia
- Dhogs (2017)

## Premis i nominacions

### Premis Mestre Mateo
| Any  | Categoria       | Pel·lícule | Resultat  |
| ---- | --------------- | ---------- | --------- |
| 2017 | Millor director | Dhogs      | Guanyador |
| 2017 | Millor guió     | Dhogs      | Guanyador |
| 2017 | Millor muntatge | Dhogs      | Guanyador |